# Речни монитор класе Енс
Речни монитори класе Енс изграђени су за Аустроугарску морнарицу током 1913-1915 године. Изграђена су два монитора Енс-класе: СМС Енс и СМС Ин. Дунавски монитори су били веома успешни бродови за то доба. Монитори СМС Енс и СМС Ин уведени су састав Аустроугарске Дунавска флотиле. Током Првog светскog ратa учествовали су у борбама на Дунаву од Београда до Црног мора. 1918. уврштени су у састав такозваног Црноморског одреда. Бродови су преживели Први светски рат.
СМС Енс пребачени је у Краљевину Срба, Хрвата и Словенаца (касније Краљевину Југославију) као репарација и преименован у Драва.
СМС Ин је 22/9/1917. је на доњем Дунаву код Брајле наишао мину и потонуо. 18.11.1917. извађен је са дна и одвучен је на поправку у Будимпешту. Поправка није завршена до краја рата. 21.3.1919. Брод је 13.4.1919 прешао под контролу Мађарске совјетске републике и преименован је у Ујвидек. Крајем јула 1919., након поправке добио је име Марк и преузела га је мађарска Дунавска флотила. На основу уговора о подели бродова Аустроугарске флоте пребачен је у Румунију 15.4.1920. И преименован у Басарабијау.

## Бродови
| Брод    | Број градње | Бродоградилиште                        | Положена кобилица | Поринуће      | Уведен у службу | Судбина                                                 |
| ------- | ----------- | -------------------------------------- | ----------------- | ------------- | --------------- | ------------------------------------------------------- |
| СМС Енс | 507         | Stabilimento Tecnico Trieste, Linz, A, | новембар 1913.    | јули 1914.    | октобар 1914.   | У Југославију 12.1918, Драва, потопљен 11. априла 1941. |
| СМС Ин  | 1200        | Ганз & Данубиус, Ујпешт                | новембар 1913.    | фебруар 1915. | аптил 1915.     | у Румунију 15.4.1920. Басарабија                        |

## Опис и карактеристике

### Главне димензије
Главне димензије речних монитора Еннс-класе су: укупна дужина од 57,9 м, ширина 10,3 м, газ 1,3 м. и депласман 540 тона. Оклоп: бок и преграде 40 мм палуба 25 мм, купола топа 50 мм, Командни мост 50 мм. Посада се састојала од 95 чланова.

### Погон
Погон речних монитора Енс-класе се састојао од две парне машине троструке експанзије, од којих је свака имала по 750 КС и покретала по једну пропелерску осовину са пропелером. Пару су обезбеђивали два котла са водо грејним цевима типа Јароу. Укупна инсталисана снага износила је 1.500 КС / 1.100 Кв. Имали су складишта за 75 тоне мазута. Максимална брзина им је била 13,5 чворова (25 км/ч). Акциони радијус је износио 700 km при брзини од 10 чворова.

### Наоружање
Главно наоружање речних монитора Енс-класе
| Врста оруђа         | Број цеви  | Број оруђа | Дужина цеви | Домет   | Граната у минути | Дебљина куполе |
| ------------------- | ---------- | ---------- | ----------- | ------- | ---------------- | -------------- |
| Бродски топ 120     | двоцевни   | 1          | 45 калибара | 15000 м | -                | 50             |
| Бродска хаубица 120 | једноцевни | 2          | 10 калибара | 6.000 м | -                | 50             |
| Бродски ПА топ 66   | једноцевни | 2          | 26 калибара | -       | -                | -              |
| Митраљез 8/80       | једноцевни | 6          | -           | -       | -                | -              |

## Каријера
СМС Енс био је речни монитора клас Енс. Изграђен за Аустроугарску морнарицу. Уведен је у службу октобра 1914.. године. Брод је био у саставу Дунавске флотиле и борио се током Првог светског рата се против разних савезничких снага на Дунаву од Београда до Црног мора. СМС Енс је 20.12.1918. пребачен у Београд и уведен је у састав југословенске речне флотиле. У јануару 1919. године преименована је у Драву. Резултатом поделе аустроугарске флоте 15.4.1920. Он је званично додељен Краљевини Југославији.
СМС Ин био је речни монитора клас Енс. Изграђен за Аустроугарску морнарицу. Уведен је у службу октобра 1915. године. Брод је био у саставу Дунавске флотиле и борио се током Првог светског рата против разних савезничких снага на Дунаву од Београда до Црног мора. 22/9/1917. је на доњем Дунаву код Брајле наишао мину и потонуо. 18.11.1917. извађен је са дна и одвучен је на поправку у Будимпешту. Поправка није завршена до краја рата. 21.3.1919. Брод је 13.4.1919 прешао под контролу Мађарске совјетске републике и преименован је у Ујвидек. Крајем јула 1919., након поправке добио је име Марк и преузела га је мађарска Дунавска флотила. На основу уговора о подели бродова Аустроугарске флоте пребачен је у Румунију 15.4.1920. И преименован у Басарабију.